# Salah Stétié
Salah Stétié (n. 28 septembrie 1929, Beirut, Mandatul francez pentru Siria și Liban – d. 19 mai 2020, Le Chesnay-Rocquencourt⁠(d), Île-de-France, Franța) a fost un scriitor, poet, traducător, eseist și diplomat libanez care a scris în limba franceză. A deținut diverse funcții diplomatice pentru Liban, în țări precum Maroc și Franța. A fost pimul poet arab care și-a publicat lucrările în franceză.

## Educație
Salah Stétié s-a născut pe 28 septembrie 1929, la Beirut, Liban, într-o familie sunnită burgheză. Tatăl său, Mahmoud Stétié , a fost profesor și poet arab și i-a oferit fiului său o bază solidă în cultura arabă și musulmană.
În țara natală, a studiat la Colegiul protestant francez din Beirut, la Universitatea Saint Joseph din Beirut și la Școala de Arte din Beirut, unde a aprofundat Literele și Dreptul sub tutela lui Gabriel Bounoure, pe care îl considera un profesor spiritual. Apoi a obținut o bursă și și-a continuat studiile despre orientalism la Sorbona în 1951. Aici s-a împrietenit cu o serie de poeți francezi, printre care Yves Bonnefoy. Parisul a devenit unul dintre cei doi „poli mentali” pentru Stétié; el a ajuns să se considere la fel de francofon și parizian, precum arab și libanez.

## Carieră
În 1955 s-a întors în Liban, unde a predat la Academia Libaneză de Arte Frumoase, la Școala de Arte din Beirut și la Universitatea din Beirut, până în 1961, când și-a început cariera diplomatică.
În anii 1960 a lucrat ca diplomat cultural libanez în Paris și în Europa Occidentală și, de asemenea, ca delegat al UNESCO pentru Liban. În 1982 a început un mandat ca diplomat libanez în Olanda, funcție pe care a deținut-o până în 1984 când a fost numit diplomat în Maroc. În 1987 a fost numit secretar general al Departamentului de Afaceri Externe din țara sa natală, înainte de a reveni la funcția sa diplomatică în Țările de Jos în 1991. În 1992, s-a retras la Le Tremblay-sur-Mauldre.
A fost membru al Comisiei de Terminologie și Neologie a limbii franceze.
A tradus în limba arabă, în colaborare cu Kadhim Jihad, ciclul Poèmes de Djaykoûr, de Badr Chaker Es-Sayyâb (având caligrafii realizate de M.S. Saggar, Le Calligraphe/Philippe Picquier, 1983) și Le Prophète de Gébrane Khalil Gébrane (cu o gravură de Zao Wou-ki, ediția Marwan Hoss et Naufal, 1992).
Stétié a fost tradus în limba arabă: Antologie de texte prezentate și traduse de Kadhim Jihad (Dar al-Adab, Beirut,1982), L'Être poupée, prefață și traducere de Adonis (Dar el-Adab, Beirut, 1983), Obscure lampe de cela, traducere de Kadhim Jihad (Dar el Rayess, Londra, 1990), Fragments: Poème, prefață și traducere de Marwan Farès (Dar Araoudos, Londra 1990), Oeuvres poétiques complètes, tomul I, traducere și prefață de Jacques Assouad (Dar el-Farabi, Beirut, 1990).
De asemenea, a fost tradus în engleză, spaniolă, italiană, rusă, poloneză, turcă, neerlandeză, română.
A murit la Paris pe 19 mai 2020.

## Premii
A fost distins cu Prix de l’amitié franco-arabe, premiu care celebrează prietenia franco-arabă, pentru eseul său din 1972, „Les porteurs de feu”.
În 1995 a primit Grand Prix de la Francophonie (Marele premiu ai francofoniei) decernat de Academia Franceză, pentru întreaga sa operă.
În 2015 a fost numit Ofițer al Legiunii de Onoare.

## Opere
- La nymphe des rats (1964)
- La Mort Abeille (1972)
- L'eau Froide Gardée (1973)
- Fragmente: Poèmes (1973)
- André Piyere de Mandiargues (1978)
- Obscure Lampe De Cela (1979)
- La Unième Nuit (1980)
- Ur En Poèsie (1980)
- Inversion de L'arbe et du Silence (1980)
- L'Etre Poupée (1983)
- Colombe D'Aquiline (1983)
- Nuage Avec des Voix (1984)
- Firdaws, essai sur les jardins et les contre-jardins de l'Islam (1984)
- Incize (1988)
- Le Voyage D'Alep (1991)
- Les sept Dormants au péril de la poésie (1991)
- L'épée des larmes (1992)
- Archer Aveugle (1996)
- Lecture D'Une Femme (1996)